# 메노파

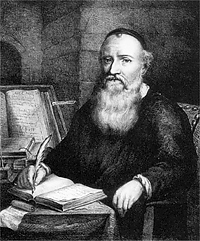
메노 시몬스

메노파(네덜란드어: Mennonieten 메노니턴[*], 서프리슬란트어: Minnisten 미니스턴) 또는 메노나이트(영어: Mennonites)는 종교 개혁 시기에 등장한 개신교 교단으로 유아세례를 인정하지 않는 재세례파의 일파다. 재세례신앙을 고백하는 교단으로는 메노나이트, 후터라이트, 브레드런, 아미시, 퀘이커 등이 있다. 메노나이트란 메노 시몬스의 신학을 따르는 자들이라는 뜻이다.

## 역사
메노나이트 신앙의 역사는 16세기 종교개혁당시에 성경의 가르침에 근거한 보다 근원적(Radical)개혁을 요청했던 그룹에서 시작되었다. 이들은 성경이 증언하는 세례의 참 의미가 당시의 유아세례에 있지 않음을 분명히 말하고, 이미 유아세례를 받은 성인 크리스천으로서 진지한 신앙고백과 함께 신자의 세례(Believers' baptism)를 서로에게 주었기 때문에 아나뱁티스트(재세례파)라고 불리게 되었다. "메노파"라는 이름은 박해로 인해 재세례파 운동이 사라질 위기에 처해있을 때, 재세례파 리더로 활동했던 네덜란드의 가톨릭 사제였던 메노 시몬스(Menno Simons)의 이름에서 비롯되었다.
현재 메노나이트 교회는 미주, 아프리카, 유럽, 아시아에 분포하고 있다.
1920년 이후로 메노나이트 교회는 자체 메노나이트 구호단체(MCC)를 결성하였고 여러 곳에 자원봉사자, 선교사를 파송하고 있다.
16세기의 초기 메노나이트들은 스위스, 독일, 네덜란드를 중심으로 활동하였으나, 박해로 말미암아 프러시아, 러시아, 미국, 캐나다로 이주하였다. 신앙의 자유를 보장받을 수 있는 미국과 캐나다에 정착한 후, 신자들의 교회 운동의 중추적인 역할을 감당하며, 많은 교단에 영향을 끼치게 되었다. 재세례파 운동은 퀘이커, 역사적 평화교회에 직접적인 영향을 주었으며, 간접적으로는 침례교, 청교도 운동, 감리교 운동에 영향을 끼치기도 했다. 우리들이 알고 있는 부르더호프 공동체, 레바플레이스 공동체는 아나뱁티스트 공동체로서 전 세계 공동체와 교회 리더들에게 지대한 영향을 끼치고 있다. (<<아나뱁티스트 역사>> 코넬리우스 딕 지음, 대장간 출판.)
한국에는 1953년부터 1971년까지 대구 경산 지역에 메노나이트 직업중고등학교를 설립하여 전쟁 고아들을 대상으로 교육을 실시하였고, 전쟁 미망인 프로그램, 물자 원조 프로그램 등을 행하였다. 1990년대부터 메노나이트 선교부에서 선교사들이 파송되어 현재에 이르고 있으며, 춘천에 한국 아나뱁티스트 센터(Korea Anabaptist Center www.kac.or.kr)와 경기도 덕소에 한국 평화교육 훈련원(www.kopi.or.kr), 그리고 교회의 네트워크로서 한국 아나뱁티스트 펠로우십 (Korea Anabaptist Fellowship, www.wkaf.net)이 있고 한국메노나이트교회연합으로 교단이 형성되어 운영되고 있다.

### 메노 시몬스
메노나이트 교회의 시작은 1525년 1월 21일, 신자의 세례 (believer's baptism)가 시행된 16세기 재세례신앙운동에 그 연원을 두고 있다. 메노파라는 이름은 네덜란드 로마 가톨릭 교회 사제로 사목했던 메노 시몬스(Menno Simons, 1496~1561)에게서 비롯되었다. 그는 로마 가톨릭 교회 사제였지만, 종교개혁에 가담하여 재세례신앙운동의 교리를 유아세례 불인정, 개인의 종교의 자유 인정 등으로 정리하였다. 또한 신약성서를 문자적으로 해석하여 폭력에 반대하는 비폭력주의를 주장하였다. 하지만 재세례신앙운동은 1600년까지 1만명의 순교자를 낼 정도로 탄압을 받았기 때문에, 재세례신앙운동에 뿌리를 두고 있는 메노나이트도 탄압받았다.

### 해외에서의 정착
그래서 일부 유럽의 메노나이트 신자들은 미국으로 이민가거나, 러시아의 농업 발전을 위해 정책적으로 메노나이트의 종교의 자유를 존중하기로 했던 예카테리나 대제가 다스리는 제정 러시아에 정착하였다. 이들 중 미국에 이주한 이들은 독일어 방언이라는 그들의 문화를 갖고 있다. 미국 독립전쟁과 제1차 세계대전당시 기독교 평화주의자들인 메노나이트들은 무기 사용을, 곧 살생을 거부하는 양심적 병역거부로 인해 갈등을 겪기도 했다. 미국의 진보 지식인인 하워드 진에 의하면 제1차 세계대전 당시 메노나이트와 러시아 정교회 내 평화주의교회인 두호보르파 등의 비폭력주의를 주장하는 기독교인들은 감옥에 갇히는 탄압을 받았다. 현재는 대체복무제를 통해 양심적 병역거부를 허용받고 있다.

### 대한민국에서의 활동과 소개
메노나이트에 대한 신학과 역사에 대한 책은 도서출판 대장간에서 출간하고 있다. 도서출판 대장간에서 《아나뱁티스트 성서해석학》,《아나뱁티스트역사》, 《이것이 아나뱁티스트다》등과 오십여 권의 메노파의 평화신학, 교회론, 공동체 등을 소개하고 있다. 또한 메노파 평화신학자이며 윤리학자인 존 하워드 요더의 총서가 11권 소개되었다. KAP에서 존 하워드 요더(John Howard Yoder)가 쓴 《제자도, 그리스도인의 정치적 책임: (Discipleship as Political Responsibility)》외에 많은 책들이 출간되었고 ,《예수의 정치학》(The Politics of Jesus , IVP)가 한국어로 번역되어 메노나이트의 신학사상이 소개되었다. 2016년 2월에 한국메노나이트교회연합(Mennonite Church South Korea)가 교단(대표 배용하)으로 발족하였고, 논산의 평화누림메노나이트교회, 제주의 하늘가족메노나이트교회, 진해 주빌리메노나이트교회, 춘천 메노나이트예수마음교회가 속해있다. 이밖에 아나뱁티스트 교회로는 춘천의 예수촌교회 보관됨 2017-05-24 - 웨이백 머신와 남양주 덕소의 은혜와평화메노나이트교회가 있다.
한국전쟁 중인 1952년부터 1971년까지 부산, 대구 등의 영남지역에서 무료 직업학교 운영 등의 구호활동을 한 바 있다.
1954년부터 2년간 대구와 부산에서 메노파 교회 봉사활동을 했던 아담 유어트(Adam Ewert)가 1954년 당시의 대구의 생활상을 찍은 컬러 사진 120점을 공개하기도 했다.

## 주요 신앙고백
- 국가와 종교의 분리 - 국가와 종교는 별도의 영역에 존재하며, 국가와 종교의 관계에서 상호적인 영향이 최소화 되지 않으면 종교의 순수성이 오염되고, 종교가 정치의 도구가 되는 상황이 발생하며, 세속의 국가는 예수 그리스도의 뜻을 온전히 따르는 것이 가능하지 않다고 봄.
- 세례는 자기 선택 능력이 있는 사람에게만 시행(모든 재세례파의 공통적 사항)- 본인의 신앙고백이 없는 유아세례는 유효한 세례가 될 수 없다고 봄. (유아세례 대신에 부모가 아이에게 그리스도의 정신 아래에서 성장할 수 있게 하겠다고 맹세하는 헌아식을 시행)
- 신앙은 주변적 상황에 의한 것이 아닌 철저히 자발적인 선택에 의해 예수 그리스도의 가르침을 따르는 것이 되어야 함을 강조
- 평신도들이 돌아가면서 메노파 목사로 목회하는 교회정치를 통한 전신자제사장설 실천 - 별도의 목회자를 두는 교회도 목회자를 신의 '사자(使者)'가 아니라 올바른 신앙 생활을 위한 '도우미' 그리고 교회 회중의 집단적 리더십을 북돋고 조율하는 사람으로 인식하며, 리더십을 교회 내 전 신도에게 고루 두려고 노력한다. (목회자와 평신도의 수평 관계) 기독교 초대 교회는 목회자 없이 집사(deacon)들이 주축이된 평신도 교회였다는 것과 관련이 있다. 그러나 현재는 세계 대부분 메노파 교회에는 목회자가 있음.
- 모든 그리스도인은 평화를 위해서 일하도록 부름을 받았다는 평화주의 - 문화, 종교를 초월한 분쟁 조정, 구제 활동을 벌임 메노나이트 중앙협의회 MCC
- '제자도'의 강조 : 그리스도인의 삶은 예수를 하나님의 아들, 그리스도등으로 믿는 신앙의 대상으로 하는 것만으로는 부족하며, 자발적으로 예수 그리스도의 가르침을 따르려는 자세가 동반되어야 함을 강조.
- 병역을 사회봉사로 대체하는 종교적인 성격의 양심적 병역거부 실천 - 다만 이 실천도 교회내 압력에 의해서가 아니라 철저히 자발적이어야 함.
- 평화, 정의, 단순한 삶, 공동체, 봉사와 섬김, 그리고 상호원조의 강조

## 같이 보기
- 단순한 삶